# Пью, Чарльз
Чарльз Чепман Пью (англ. Charles Chapman Pugh, род. 1940) — американский математик. Специалист в области теории динамических систем и дифференциальных уравнений, автор так называемой леммы о замыкании.
В 1965 году защитил диссертацию «The Closing Lemma for Dimensions Two and Three» под руководством Филипа Хартмана в Университете Джонса Хопкинса. В 1970 году был приглашенным докладчиком на шестнадцатом Международном конгрессе математиков в Ницце, тема доклада — «Invariant Manifolds» (с англ. — «Инвариантные многообразия»). Позже им (в соавторстве с Хиршем и Шубом) была издана монография с таким же названием. В настоящее время — эмерит-профессор в Калифорнийском университете в Беркли. 

## Избранная библиография
- Hirsch, M.W.; Pugh, C.C.; Shub, M. Invariant manifolds, Lecture Notes in Mathematics, 583. Springer-Verlag, 1977.
- Pugh, C.C. Real Mathematical Analysis, Springer-Verlag, 2002.
- Pugh, C.C. Real Mathematical Analysis. 2nd ed., Cham: Springer, 2015.